# Halophryne ocellatus
Halophryne ocellatus är en fiskart som beskrevs av Hutchins, 1974. Halophryne ocellatus ingår i släktet Halophryne och familjen paddfiskar. Inga underarter finns listade i Catalogue of Life.